# Hovea longipes
Hovea longipes är en ärtväxtart som beskrevs av George Bentham. Hovea longipes ingår i släktet Hovea och familjen ärtväxter. Inga underarter finns listade i Catalogue of Life.

## Bildgalleri

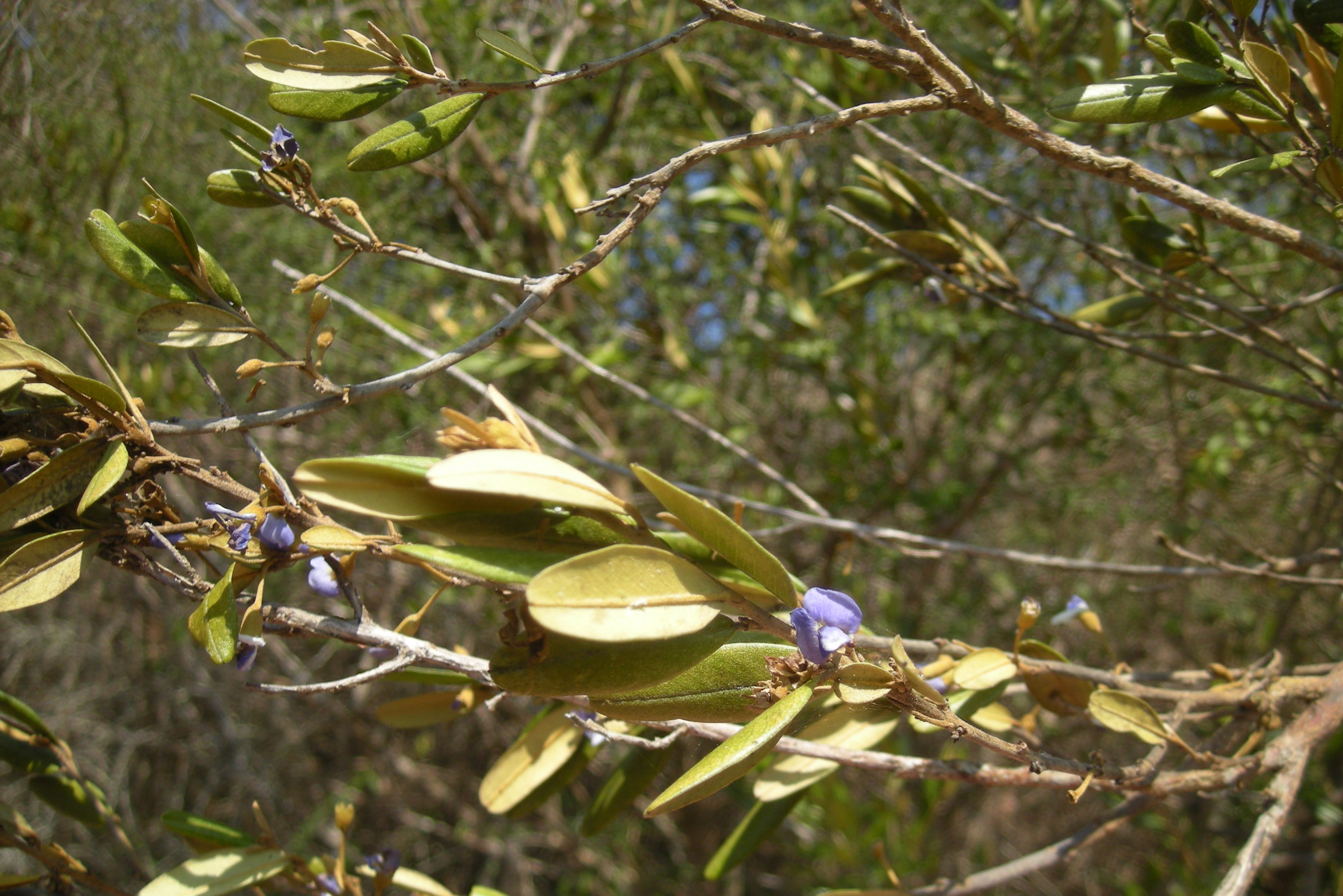